# John Goodman (friidrottare)
John Goodman, född 14 februari 1937, är en australisk friidrottare. Han deltog vid olympiska sommarspelen 1956.